# Pietro Bonetti
Pietro Bonetti, detto Piero (Brescia, 31 ottobre 1922 – Arenzano, 31 maggio 2012), è stato un calciatore italiano,  di ruolo portiere.

## Carriera
Dopo una parentesi al Varese nel 1942 torna nella sua città natale per disputare il campionato di Serie B 1942-1943, concluso con la promozione delle rondinelle in massima serie.
Nel 1945, alla ripresa dell'attività dopo l'interruzione bellica, passa alla Sampierdarenese con cui disputa l'anomalo Campionato Alta Italia 1945-1946, concluso dai liguri all'ultimo posto. Dopo la fusione con l'Andrea Doria del 1º agosto 1946 si ritrova nella rosa della neonata Sampdoria.
Per tre anni difende la porta della formazione genovese vivendo un lungo dualismo con l'altro estremo difensore della rosa, Satiro Lusetti, proveniente dall'Andrea Doria. Bonetti è infatti titolare (24 presenze) nella stagione 1946-1947 per poi essere relegato fra le riserve nell'annata successiva (5 sole presenze in campionato), e riconquistare il posto fra i pali per le due stagioni successive.
Nell'estate 1950, insieme al compagno di squadra Giuseppe Baldini, è protagonista di un trasferimento ai rivali cittadini del Genoa, dove, partito inizialmente come rincalzo di Enrico Gualazzi, riesce da metà stagione ad imporsi come titolare (16 presenze complessive) senza tuttavia riuscire ad evitare ai rossoblu l'ultimo posto finale. Resta al Genoa anche per la stagione successiva, dove però, chiuso dall'ex nazionale Angelo Franzosi, non riesce mai a scendere in campo. Chiude quindi la carriera ad alto livello con una stagione da secondo di Leonardo Costagliola alla Fiorentina, anche in questo caso senza disputare neppure un incontro di campionato.
In carriera ha disputato complessivamente 102 presenze nella Serie A a girone unico.

## Vita privata
Come raccontato dallo stesso Bonetti nel febbraio 2010 in un'intervista a Vittorio Sirianni, dell'emittente televisiva Primocanale, il portiere allora in forze alla Sampdoria ebbe fra la fine degli anni quaranta e l'inizio degli anni cinquanta una relazione sentimentale con l'attrice Lucia Bosè, che gli era stata presentata da Gina Lollobrigida, al tempo a sua volta fidanzata con un altro giocatore della Sampdoria.
La relazione tra il portiere e Bosé durò un paio d'anni durante i quali Bonetti fu introdotto negli ambienti cinematografici di Cinecittà, dove girò anche un paio di film (è accreditato nella parte di sé stesso in Briscola, film del 1951 di Aldo Rossi, con Carlo Campanini ed Elio Crovetto). Il frequentare l'ambiente cinematografico romano nocque alla carriera sportiva di Bonetti che, tuttavia, riuscì a disputare ancora, prima del ritiro, due campionati con la maglia del Genoa.
Bonetti lasciò il calcio a trentuno anni. Appassionato di ciclismo fu amico intimo di Fausto Coppi.
Abbandonato lo sport, si dedicò all'aviazione fondando una propria società, la Bonetti Aircraft Supports, passata poi in gestione ai figli Carlo e Nora.
È scomparso nel 2012 all'età di 89 anni nella sua città di adozione, Arenzano.

## Palmarès

### Club

#### Competizioni nazionali
- Serie C: 1

Varese: 1941-1942 (girone C)